# Juan Román Riquelme
Juan Román Riquelme (San Fernando de la Buena Vista, 24. lipnja 1978.), argentinski umirovljeni nogometaš.

## Vanjske poveznice
|  | Zajednički poslužitelj ima još gradiva o temi Juan Román Riquelme |